# Castro de la Mesa de Miranda

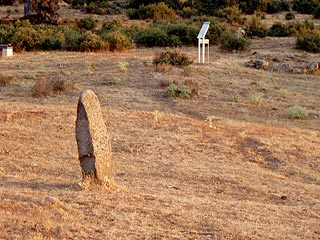
Nécropole du Castro de la Mesa de Miranda

Plan du site.

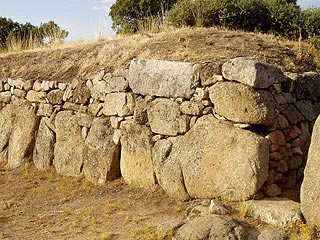
Muraille du Castro de la Mesa de Miranda

Le castro de la Mesa de Miranda est un site vetton sur le territoire de la commune de  Chamartín de la Sierra, dans la province d'Ávila (Espagne), découvert au début du XXe siècle et inventorié par l'archéologue Juan Cabré.

## Présentation
Le castro occupe une superficie approximative de 30 hectares. Il est constitué de trois enceintes : Castillo Bajero (château du bas) de forme rectangulaire de 1303 mètres de périmètre muraillé, à laquelle s'adosse au sud la seconde enceinte Castillo Cimero (château du sommet) de forme trapézoïdale et de 1716 mètres de périmètre.
Ces deux enceintes communiquent par des portes flanquées de tours. La troisième enceinte s'adosse aux deux antérieures par la zone est. Les dimensions de cette troisième enceinte laissent supposer qu'il s'agit d'un enclos pour le bétail.
Pour l'ensemble, le castro est protégé par une muraille de 2832 mètres de longueur et 5 mètres de largeur moyenne, construite à base de grands blocs de pierre. 
S'assurer une bonne défense, a été l'objectif essentiel des gens du peuplement, car plutôt que d'un peuple guerrier, c'était surtout un peuple qui avait peur d'être attaqué.
D'après les fouilles réalisées, la nécropole date du IIIe siècle avant Jésus-Christ jusqu'au début du IIIe siècle, époque jusqu'à laquelle il y a eu des enterrements. La muraille a dû être construite fin du IIIe siècle avant Jésus-Christ, ou début du IVe siècle avant Jésus-Christ.
L'enceinte est sous la protection de la Declaración genérica del Decreto de 22 avril de 1949, et la loi 16/1985 relative au patrimoine historique espagnol.
Le castro, a été restauré récemment. En 2004 il a été ouvert au public.